# Sempronia de faenore
La lex Sempronia de faenore ('Semprònia d'interessos') o Sempronia de aere alieno ('Sempronia dels diners d'altri') va ser una llei romana proposada per pel tribú de la plebs Marc Semproni Tudità l'any 193 aC, quan eren cònsols Luci Corneli Merula i Quint Minuci Therme. Manava que per llatins i aliats italians regiria el mateix dret sobre préstecs que pels ciutadans romans. Això es va fer per erradicar les argúcies dels usurers que traspassaven les obligacions dels crèdits a persones que després no es podien acollir als beneficis fiscals.